# Kauraka Kauraka
Kauraka Kauraka (Rarotonga, 1951- Manihiki, 1997) fue un escritor de las Islas Cook.
Artista completo, estudió en Nueva Zelanda, Fiyi y otros países. Publicó seis poemarios en inglés y en rarotongano

## Obras

### Poesía
- Taku Akatauira : my drawning Star, IPS, USP, Suva, 1999.
- Manakonako : reflections, IPS, USP, 1992.
- E au tuatua Ta'ito no Manihiki, IPS, USP, Suva, 1987.
- Dreams of the Rainbow : Moemoea a te Anuanua, Mana Publications, Suva, 1987.
- Return to Havaiki: Fokihanga ki Havaiki, IPS, USP, Suva, 1985

### Cuentos tradicionales
Traducidos al inglés
- Tales Of Manihiki , 1982
- Legends From the Atolls, 1983